# Spedition Bäte

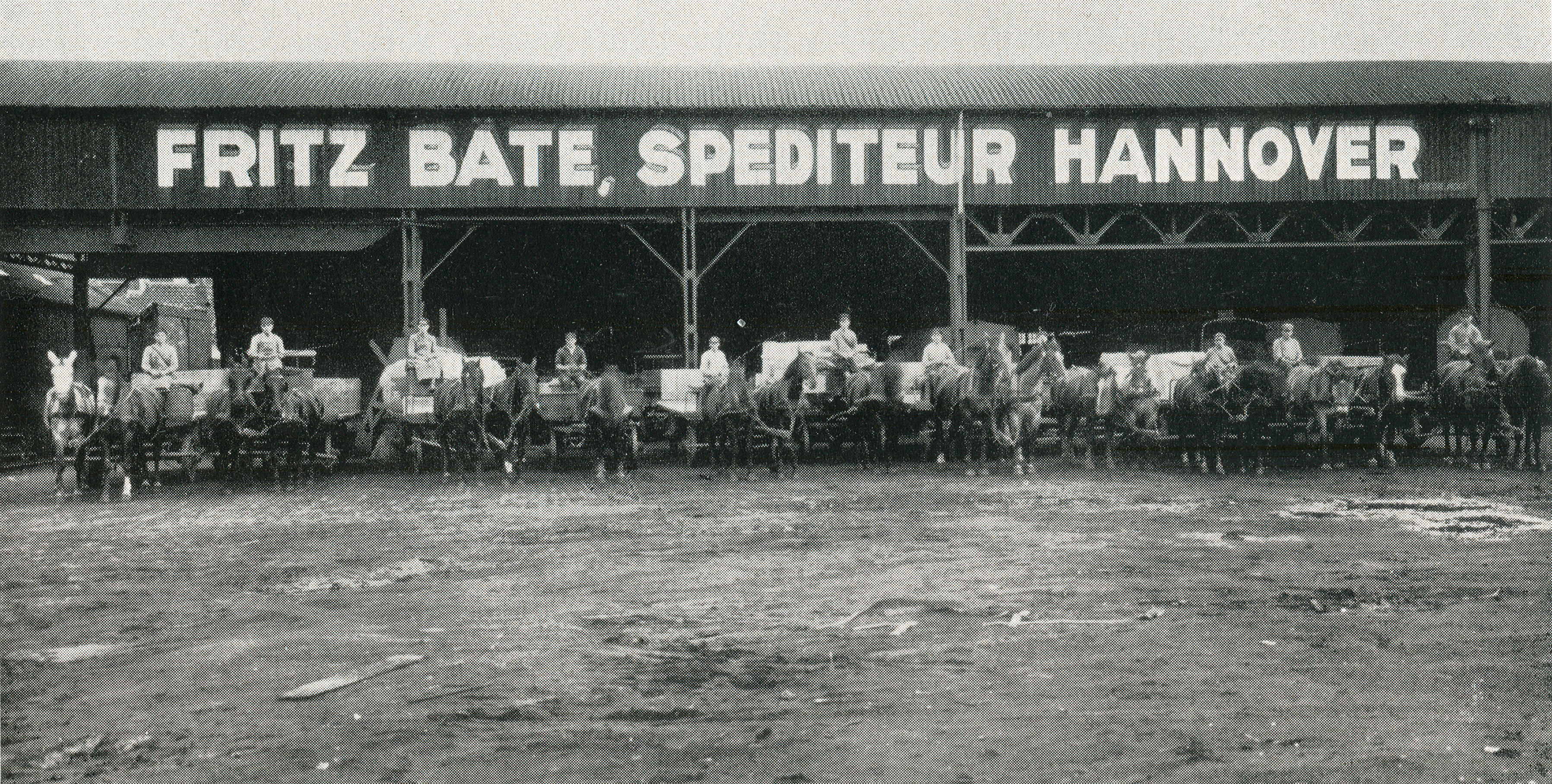
Pferdefuhrwerke als Zweispänner mit Kutschern auf einem der Höfe von „Fritz Bäte, Spediteur Hannover“, hier um 1900 in der Bachstraße 3 in der hannoverschen Nordstadt

Die Spedition Bäte in Hannover, zuletzt auch in Ronnenberg, war ein im 19. Jahrhundert gegründetes und bis in das 21. Jahrhundert insbesondere in der Region Hannover und international tätiges Speditions- und Logistik-Unternehmen.

## Geschichte

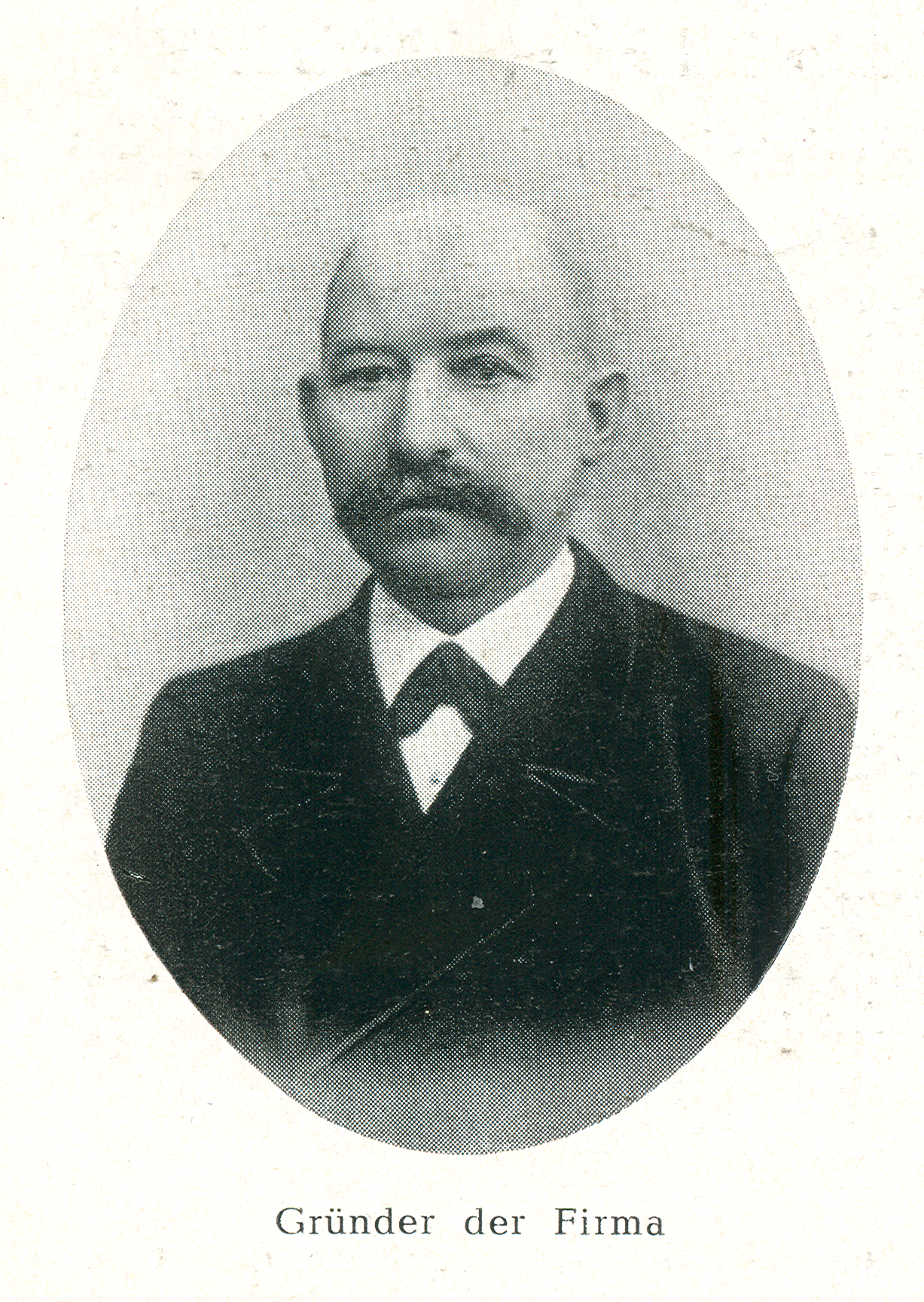
Der Unternehmensgründer Fritz Bäte der Ältere;
Punktrasterdruck einer Porträtfotografie, um 1900

Das Unternehmen wurde von Fritz Bäte dem Älteren (* 6. September 1844 in Ischenrode; † 23. Mai 1917 in Hannover) 1874 gegründet, in den ersten Jahren der sogenannten „Gründerzeit“ des Deutschen Kaiserreichs. Von dem Grundstück Isernhagener Straße 3, gelegen auf einem der ehemaligen Höfe des Dorfes List ausgehend, trat Fritz Bäte zunächst als „Fuhrwerkbesitzer“ auf. Mit dieser anfangs kleinen Spedition holte er Stückgüter und ganze Wagenladungen von verschiedenen hannoverschen Bahnhöfen ab und lieferte diese zu verschiedenen Empfängern, zumeist wirtschaftlich aufstrebende Betriebe.
Nachdem die Stadt Hannover 1893 in der Nordstadt die Bachstraße angelegt hatte, verlegte Fritz Bäte, den gestiegenen Anforderungen seines eigenen Aufschwungs entsprechend, 1898 seine Spedition in die Bachstraße 3.
1906 übergab der Firmengründer das Unternehmen seinem gleichnamigen Sohn Fritz Bäte dem Jüngeren (* 15. Juni 1881 in Hannover; † 9. August 1958 in Bad Tölz), der dann sowohl den innerdeutschen als auch den internationalen Sammelladungsverkehr aufbaute und so zur Konkurrenzfähigkeit der niedersächsischen Wirtschaft beitrug.
Mit dem Ausbruch des Ersten Weltkrieges zogen der Firmen-Inhaber und seine sämtlichen führenden Mitarbeiter 1914 als Soldaten in den Krieg, zurück blieben nur wesentlich ältere Arbeitnehmer und „Frau Bäte“, die unterdessen den Betrieb dann alleine leitete. In dieser Zeit unterstützte sie zunächst Hannovers älteste Spedition, die Firma Joh. Chr. Heine, die sie 1916 dann auch übernahm.
Ebenfalls mitten im Krieg geriet die Eisenbahnverwaltung Hannover mit der Abfertigung ihrer Eilgüter in Verzug und nahm dann die Hilfe des nun von „Frau Bäte“ geleiteten Unternehmens in Anspruch. In der Folge erhielt die Firma „Fritz Bäte, Spediteur Hannover“ die Einsetzung als „bahnamtlicher Eilgutbesteller“ bis zum Jahr 1928.

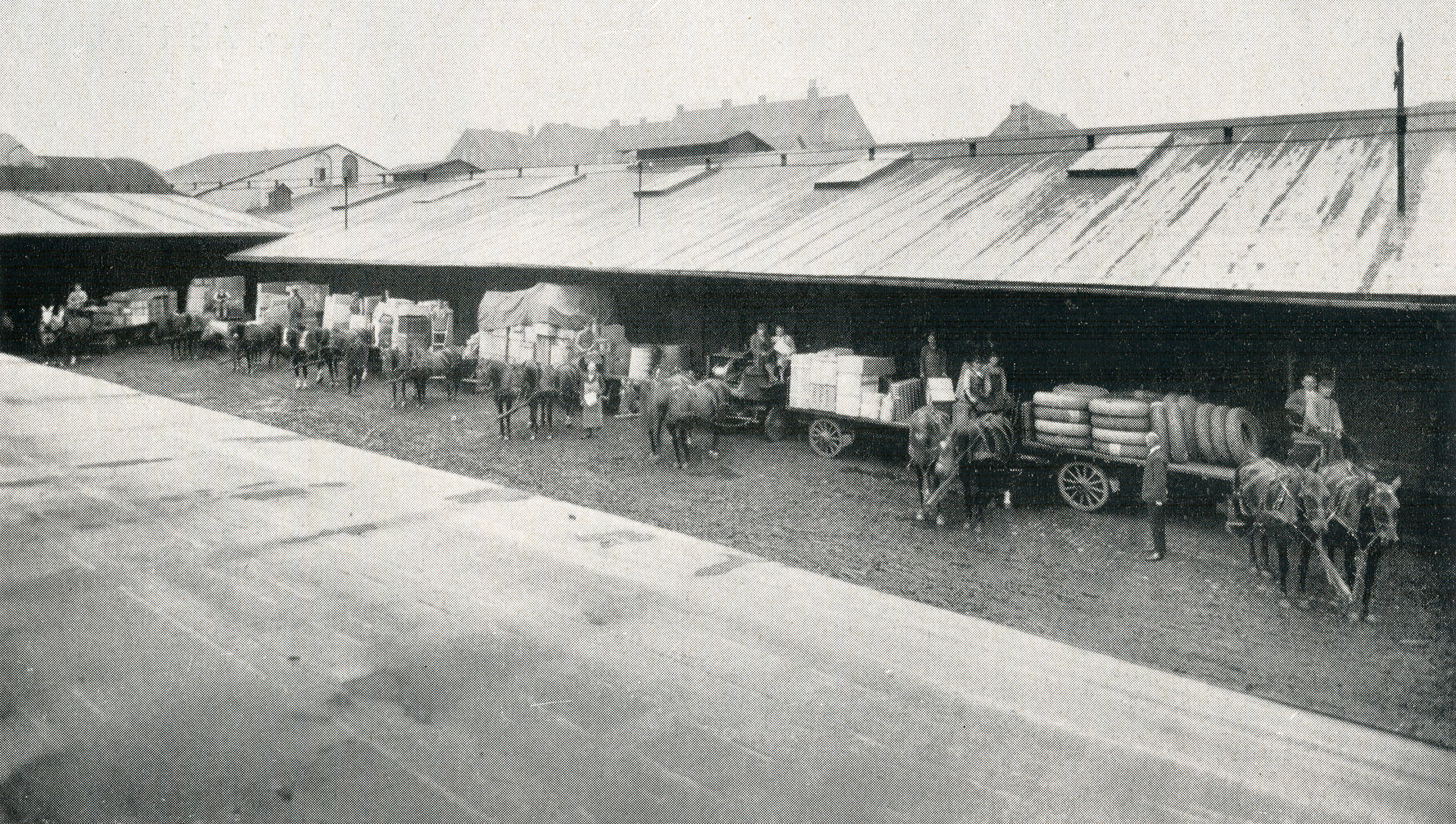
Lagerhallen für den Sammelladungsverkehr auf einem der Höfe in der Bachstraße

Nach dem Krieg und mit Beginn der Weimarer Republik übernahmen die Männer wieder ihre alten Posten, entwickelten den Sammelladungsverkehr jedoch weiter unter Einbeziehung von Transporten mit der Deutschen Reichsbahn bis ins europäische Ausland sowie mittels der Seehäfen Hamburg, Bremen und Lübeck die Verfrachtung bis nach Übersee.

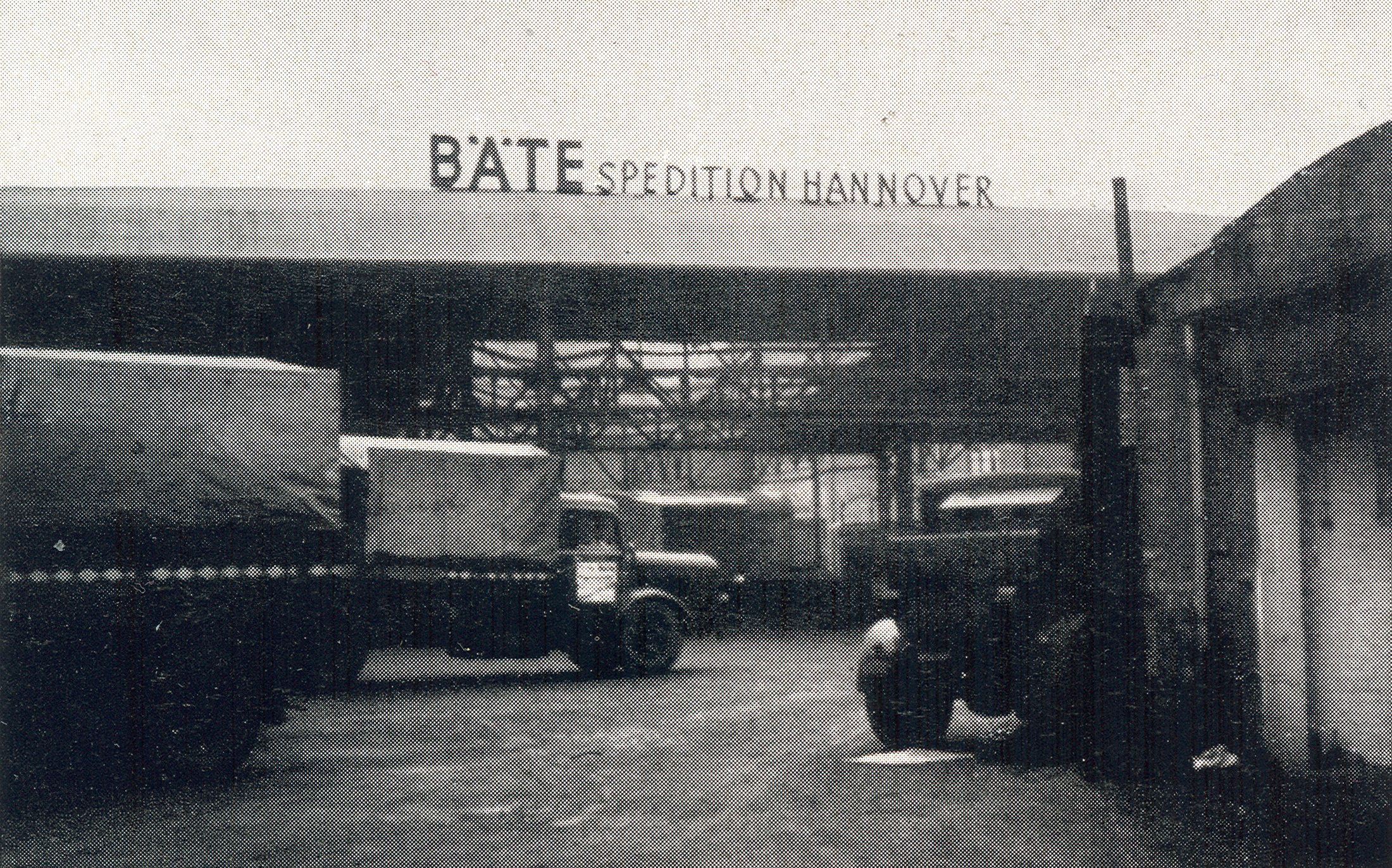
Güterumschlag-Anlage der „Bäte Spedition Hannover“ mit Lastkraftwagen bei der Deutschen Reichsbahn

Zudem wurde der Transport auf der Straße im Zuge der Motorisierung und ständig steigender Geschwindigkeiten umgestellt, anstelle der bisherigen Zugpferde nach und nach Kraftfahrzeuge eingesetzt.
1921 wurde die Spedition Bäte von der Bachstraße auf ein größeres Grundstück verlegt unter der damaligen Adresse Schulzenstraße 10, wo dann auch größere Lager genutzt werden konnten. Im Folgejahr wurde die im Krieg erworbene Spedition Joh. Chr. Heine 1922 in eine GmbH umgewandelt und dann im Verband mit der Bäte Speditionsgesellschaft als eigenständiges Unternehmen weitergeführt.
Zur Zeit des Nationalsozialismus beauftragte Bäte das 1934 in Bielefeld gegründete Speditionsunternehmen von Emil Hörmann mit der Aufnahme des Linienverkehrs zwischen Hannover und Bielefeld. Erst mit dem Beginn des  Zweiten Weltkrieges endete diese Geschäftsbeziehung, als Hörmann mitsamt seinem Fahrzeug zur Wehrmacht eingezogen und den Pionieren zugeteilt wurde.
Nach dem Krieg baute Bäte zunächst das engmaschige Verkehrsnetz der Spedition Bäte wieder auf, beteiligte sich für den Export bald auch an der Bedienung des Luftfrachtverkehrs. Neben dem termingerechten Import gehörten bald auch Möbel- und spezialisierte Transporte von hochwertigen Kunstgegenständen zum Dienstleistungs-Portfolio.
Nachdem der Freiwirtschaftsbund Ende 1952 vom Deutschen Bundestag ein „Grundgesetz der Wirtschaft“ gefordert hatte, das die Einführung der sozialen Marktwirtschaft innerhalb des ansonsten freien Wettbewerbs vorschreiben und voranbringen sollte, zudem der Bundesanstalt für den Güterfernverkehr ein Verwaltungsrat von 27 Mitgliedern für unterschiedliche Aufgaben beigestellt werden sollte, hatte der damalige Bundesverkehrsminister bereits den Unternehmer Fritz Bäte für eine dieser Aufgaben, die Arbeitsgemeinschaft Spedition und Lagerei, ernannt.
1992 wurde nahe dem ehemaligen Betriebshof der Firma in der Schulzenstraße der Bäteweg angelegt.
2007 hatte das Unternehmen seinen Sitz nach Ronnenberg verlegt und hatte dort seinen Sitz in der Hansastraße 68.
Am 28. Oktober 2015 wurde die Bäte Spedition GmbH aus dem Handelsregister mit der Nummer HRB 54714 beim Amtsgericht Hannover gelöscht.